# Ali al-Amri
Pour les articles homonymes, voir Amri.
Ali Ahmed al-Amri (né le 29 janvier 1985 à Dammam) est un athlète saoudien, spécialiste du 3 000 mètres steeple.

## Biographie
Il remporte la médaille d'or du 3 000 m steeple lors des championnats d'Asie 2007, à Amman, dans le temps de 8 min 40 s 25. 

## Palmarès
| Date | Compétition                 | Lieu        | Résultat | Épreuve     | Temps          |
| ---- | --------------------------- | ----------- | -------- | ----------- | -------------- |
| 2006 | Championnats d'Asie juniors | Macao       | 1er      | 3 000 m st. | 8 min 42 s 94  |
| 2006 | Championnats d'Asie juniors | Macao       | 2e       | 10 000 m    | 30 min 25 s 03 |
| 2007 | Championnats d'Asie         | Amman       | 1er      | 3 000 m st. | 8 min 40 s 25  |
| 2010 | Jeux asiatiques             | Canton      | 3e       | 3 000 m st. | 8 min 30 s 96  |
| 2017 | Championnats d'Asie         | Bhubaneswar | 3e       | 3 000 m st. | 8 min 52 s 64  |

### Records
| Épreuve         | Performance   | Lieu  | Date         |
| --------------- | ------------- | ----- | ------------ |
| 3 000 m steeple | 8 min 21 s 87 | Alger | 22 juin 2006 |